# Пальміра (Одеса)
Футбольний клуб «Пальміра» — український футбольний клуб з міста Одеси. Виступав у чемпіонатах України 2003/04 і 2004/05 серед команд другої ліги. Перед початком сезону 2005/06 знявся з чемпіонату.

## Попередні назви
- 1999 — 2000: «Чорноморець-Ласуня»;
- 2000 — 2003: «Ласуня»;
- 2003: «Ласуня-Транссервіс»;
- 2003 — 2005: «Пальміра».

## Досягнення

### У чемпіонатах України
- Сезони 2003/04, 2004/05: 56 ігор, 25 перемог, 9 нічиїх, 22 поразки, різниця м'ячів 65-62.
- Найвище досягнення: 5-е місце (2004/05).
- Найбільша перемога - 3:0 (ПФК «Севастополь» в 2004/05).
- Найбільша поразка - 1:6 («Зірка» Кіровоград в 2004/05).
- Найбільше ігор провів - Олексій Жуков (50 матчів).
- Найкращий бомбардир - Юрій Яськов (18 м'ячів).

### У Кубку України
- Сезони 2003/04, 2004/05: 3 гри, 2 нічиїх, 1 поразка, різниця м'ячів 3-5.
- Найвище досягнення: вихід в 1/16 фіналу (2003/04).
- Найбільше ігор провели - Ігор Александрович, Юрій Букель і Денис Вакар по 3 матчі.
- Найкращий бомбардир - Олексій Говера (2 м'ячі).

## Всі сезони в незалежній Україні
| Сезон   | Чемпіонат     | Чемпіонат | Чемпіонат | Чемпіонат | Чемпіонат | Чемпіонат | Чемпіонат | Чемпіонат | Кубок       | Кубок | Кубок | Кубок | Кубок | Кубок | Кубок | Примітка |
| Сезон   | Ліга          | Місце     | І         | В         | Н         | П         | М         | О         | Етап        | І     | В     | Н     | П     | М     | О     | Примітка |
| ------- | ------------- | --------- | --------- | --------- | --------- | --------- | --------- | --------- | ----------- | ----- | ----- | ----- | ----- | ----- | ----- | -------- |
| 2003/04 | Друга Група Б | 6 з 16    | 30        | 13        | 2         | 15        | 34−37     | 41        | 1/16 фіналу | 2     | 0     | 1     | 1     | 2−4   | 1     |          |
| 2004/05 | Друга Група Б | 5 з 14    | 26        | 12        | 7         | 7         | 31−25     | 43        | 1/32 фіналу | 1     | 0     | 1     | 0     | 1−1   | 1     |          |
| Всього  | Друга         | 2 сезони  | 56        | 25        | 9         | 22        | 65−62     | 59        | >2 сезони   | 3     | 0     | 2     | 1     | 3−5   | 2     |          |